# Bourg-Saint-Maurice
Bourg-Saint-Maurice es una comuna francesa situada en el departamento de Saboya, en la región Auvernia-Ródano-Alpes. Es la cabecera (en francés bureau centralisateur) y mayor población del cantón de su nombre.
Está integrada en la comunidad de comunas de Haute Tarentaise.

## Historia
En el año 2009, el final de la etapa 16 del Tour de Francia llegó a esta población, en una de las etapas más duras de la edición.

## Demografía
| 3 555 | 3 931 | 4 748 | 5 839 | 6 056 | 6 747 | 7 681 | 7 741 | 7 228 |
| Para los censos de 1962 a 1999 la población legal corresponde a la población sin duplicidades (Fuente: INSEE [Consultar]) |       |       |       |       |       |       |       |       |